# William Biama
William Biama (* 1984) ist ein kenianischer Marathonläufer. 
2007 wurde er Siebter beim Dubai-Marathon, Zweiter beim Marathon de la baie du Mont Saint-Michel und gewann den Košice-Marathon mit seiner persönlichen Bestzeit von 2:09:53 h, was gleichzeitig die erste Sub-2:10-Zeit in der Geschichte dieser Veranstaltung war.
2008 wurde er Vierter beim Sevilla-Marathon und Sechster beim Venedig-Marathon. Einem Sieg beim Ljubljana-Marathon 2009 folgten 2010 ein vierter Platz in Sevilla und ein sechster Platz beim Rock ’n’ Roll Marathon.